# Den Gouden Berg

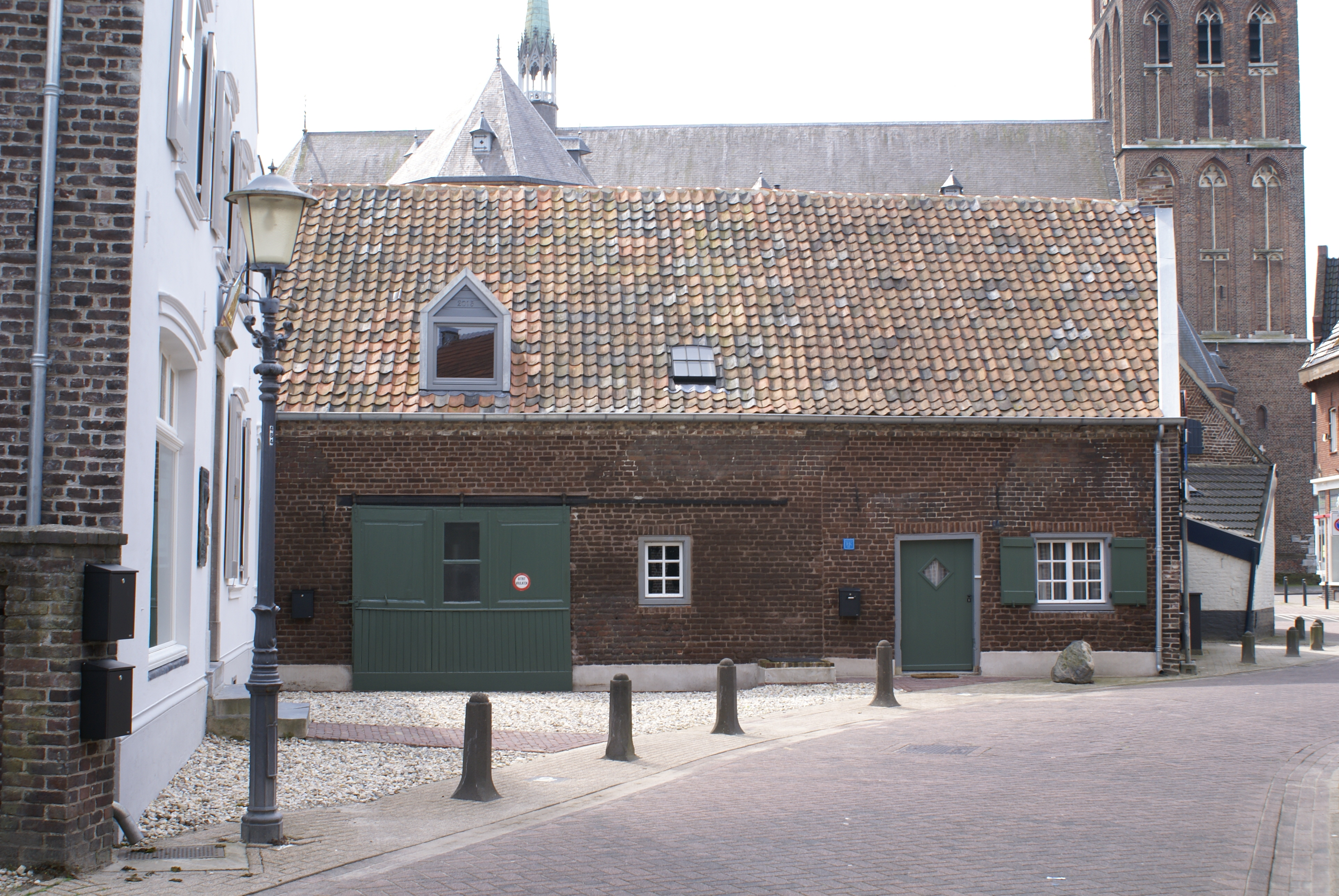
Stijfselfabriek uit 1846

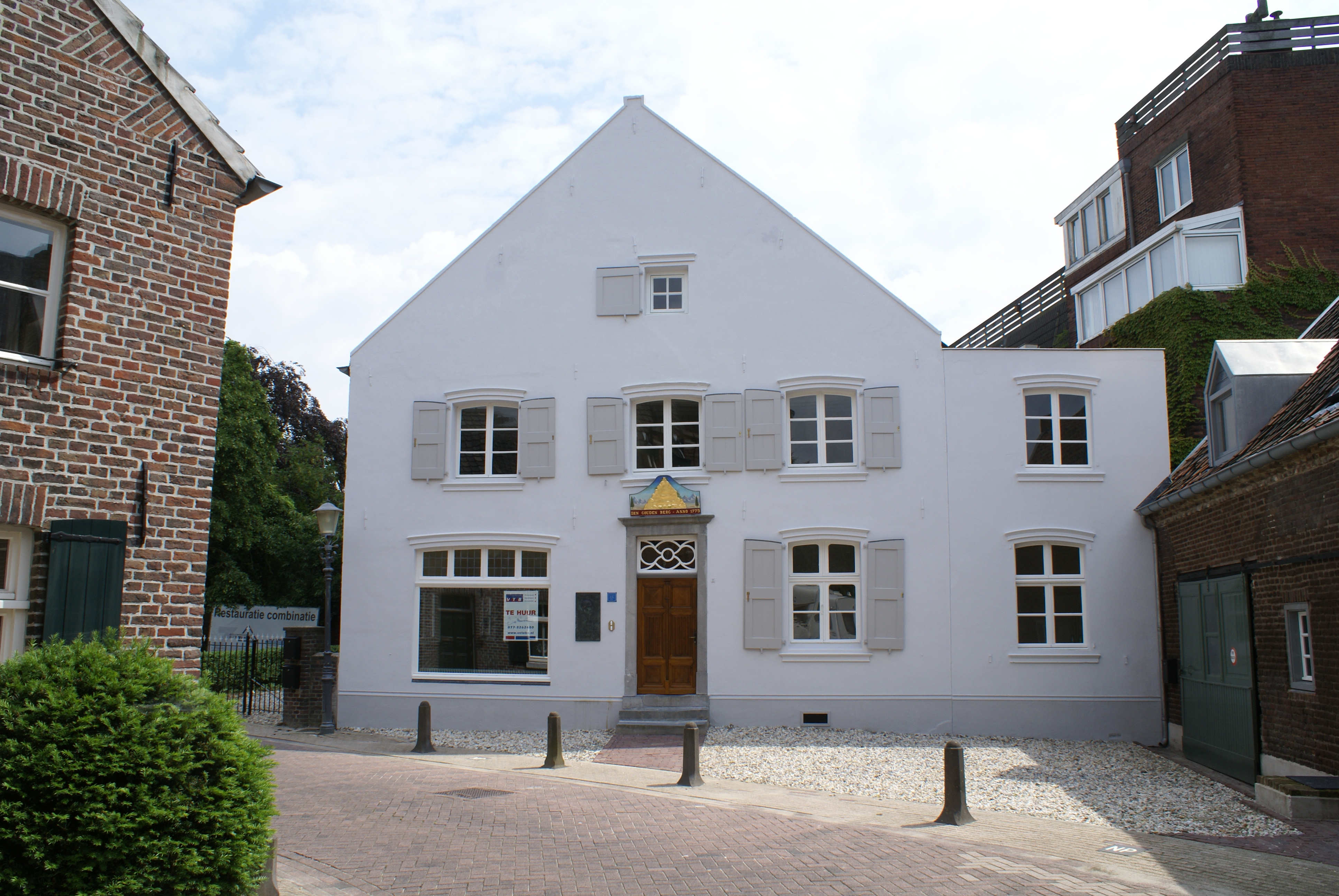
De Gouden Berg na restauratie in 2016

Den Gouden Berg is een gebouw in het Noord-Limburgse dorp Tegelen in de gemeente Venlo. Het pand is een gemeentelijk monument.

## Geschiedenis
In de 18e of 19e eeuw werd het pand gebouwd. Opdrachtgever was vermoedelijk de familie Houba, een van de grondleggers van de Tegelse dakpannenindustrie.
Tot ongeveer 1920 was het pand in gebruik als herberg en het grensde aan de voormalige stijfselfabriek langs de Engerbeek. Het werd gebruikt als woonhuis met herberg en bierbrouwerij.
Sinds 1995 wordt het pand beschermd als gemeentelijk monument.
In 2014 werd de Gouden Berg verworven door Vereniging Hendrick de Keyser. De vereniging heeft het monument in 2015-2016 ingrijpend gerestaureerd en drie wooneenheden en een atelier of bedrijfsruimte gerealiseerd. Zowel de provincie Limburg als de gemeente Venlo hebben bijgedragen middels subsidies.

## Bouwwerk
Het terugliggende bakstenen pand heeft een wit gepleisterde voorgevel met een grijs gestucte plint. De vensters hebben ingekraagde lichtgekorfde dagkanten en de ramen zijn uitgevoerd als zes-ruiters met kalf, behalve het linker onderraam dat dateert uit 1938. De rechthoekige ingang met bovenlicht heeft een hardstenen omlijsting, een hardstenen stoep en boven de deur hangt een schild dat een gouden berg toont met het opschrift De Gouden Berg Anno 1775.